# Raúl E. Baethgen
Raúl Eduardo Baethgen Grauert (Montevideo, 26 de enero de 1894-1966) fue un abogado y escritor uruguayo.

## Biografía
Sus padres fueron Juan B. Baethgen y Elisa Grauert. Se graduó como abogado en la Facultad de Derecho (Universidad de la República) en 1917.
Fue Profesor de Literatura en la Enseñanza Secundaria de Uruguay así como también tuvo a su cargo la Cátedra de Procedimientos Judiciales en la Facultad de Derecho de la Universidad de la República. Actuó como Bibliotecario Honorario en el Ateneo de Montevideo.
Escribió obras del área de Derecho y Ciencias Sociales y también algunas novelas y artículos en revistas. Utilizaba el seudónimo El Bachiller X y sus siglas R.E.B. para firmar algunos de los artículos.

## Obras

### Jurídicas
- Del juicio de rebeldía y la pretensión de audiencia
- Ética para Profesionales
- La Responsabilidad demandable en el ejercicio de la medicina, la cirugía y las profesiones afines

### Narrativa
- Barcos anclados
- Cuentas de vidrio
- El error del Profesor Bodhel[3]